# Ocotea albopunctulata
Ocotea albopunctulata är en lagerväxtart som beskrevs av Carl Christian Mez. Ocotea albopunctulata ingår i släktet Ocotea och familjen lagerväxter. Inga underarter finns listade i Catalogue of Life.